# きかんしゃトーマス シーズン毎制作史
きかんしゃトーマス シーズン毎制作史（きかんしゃトーマス シーズンごとせいさくし）ではレブランド・ウィルバート・オードリー（原作第1~第26巻）と息子のクリストファー・オードリー（原作第27巻~）が作り上げた、イギリスの架空の島ソドー島を舞台に、そこの鉄道網で活躍する機関車や自動車などとそれに関わる人々を描いた絵本『汽車のえほん』の映像化作品『きかんしゃトーマス』の制作事情、および関連作品についてを掲載している。

## 前史

### BBC版
1953年にBBCが『汽車のえほん』の出版担当エリック・マリオットに、OOゲージの鉄道模型を使用しての第1巻『三だいの機関車』の映像化の話を持掛けた。模型車輛は作者ウィルバート・オードリー監修の下、模型アーティストのPR・ウィッカムが製作し、ベースとしてホーンビィ・デュブロの模型が使用された。また、番組で使用する蒸気音などの効果音も出版社側で用意された。
第1巻収録話『なさけないヘンリー』を題材にし、1953年6月14日にBBCで放送が行われたが、当時の放送技術上、収録ではなく生放送であった。ロンドンのライム・グローブ・スタジオにて撮影され、当時BBCのラジオパーソナリティであったジュリア・ラングがナレーションを担当し、模型操作も生で行う体制で放送されたが、ポイントレールの操作ミスによる脱線やストーリーの脚色等の不出来な内容によりウィルバートが憤慨したことから、第2回以降の放送は中止となった。なお、この当時の映像は現存しておらず、写真等の資料も極めて少ない。その後BBCが出版社側で自由に番組を製作する体制での映像化を再び提案したが、実現しなかった。

### セルアニメ版構想
1973年に『汽車のえほん』のファンであったイギリス人劇作家、作曲家のアンドルー・ロイド・ウェバーがアメリカ資本・イギリス製作で、ミュージカル仕立てのセルアニメシリーズとしての『汽車のえほん』の映像化を出版社に持掛けた。アンドルーはウィルバートらと良好な関係を構築しようと試みたが、製作費を調達するために出版社に出版権などの譲渡を要請したことから関係に溝ができ、パイロット版の制作に至るも、当時イギリス国外ではシリーズ制作に必要な時間と資金を投じるだけの人気がなかったこと、アンドルーが1976年上演ミュージカル『エビータ』を成功させ舞台制作に活動範囲を絞ることとなった為、映像化計画は見送られた。
但し、アンドルーは1977年に『汽車のえほん』に登場する「Really Useful Engine」（役に立つ機関車）というフレーズを捩った「Really Useful Group」という会社を設立した他、1984年には擬人化した鉄道車両が登場するミュージカル『スターライトエクスプレス』を製作、上演した。

## 第1シリーズ（英国版:1984年 / 日本版:1990年）

### 製作
1979年、イギリスの放送作家ブリット・オールクロフトがブルーベル鉄道の蒸気機関車のドキュメンタリーを製作していた時に、ブリット自身が幼い頃慣れ親しんだ「汽車のえほん」の作者ウィルバート・オードリーと知り合い、それを発端に「汽車のえほん」の映像化を目論む。映像化に否定的であったウィルバートを説得して映像化の了承を得ることに成功し、「汽車のえほん」の版権を持っていた出版社から5万ポンドで映像化権がブリットへ売却された。ブリットは貯蓄から製作資金を集めるなど金銭面の負担を負うこととなり、その後映像版権の管理業務などを行う目的としてブリットはTV番組制作会社「ブリット・オールクロフト社」を設立する。
ウィルバートの息子クリストファー・オードリーは映像化前、自身の息子（ウィルバートの孫）のために幾つか新ストーリーを創作していたが、映像化を機にそれらの新作を出版することとなり、映像化用の物語も創作するなど積極的にテレビ制作側に協力した。これらの事からも当時原作者側とテレビ制作側との関係は良好だったことが窺える。
テレビシリーズ化にあたりセルアニメなどの表現方法が検討されたが、ウィルバートが鉄道模型愛好家である事を考慮し、最終的に『サンダーバード』の製作にも携わったデヴィッド・ミットンらのアイデアにより動く鉄道模型を使用した人形劇による形態が採用された。実際の模型製作、撮影は、CMなどの特撮を請け負っていた制作プロダクション「クリアウォーター・フィーチャーズ」が担当し、イギリス、ウォンズワース区バタシーの小規模スタジオにて撮影、製作が行われた。デヴィッド・ミットンはクリアウォーター社創設者の一人であり、同社在籍前はイギリスの映像プロデューサーであったジェリー＆シルヴィア・アンダーソン夫妻のプロダクションにおいて長年デレク・メディングス特殊効果監督の下で仕事を行い、特撮や人形劇の撮影を得意としていた為、本作の製作でそのノウハウが活かされることとなった。
撮影使用模型は、メルクリン社製のシャーシに目の動きと発煙装置を無線操作するギミックを載せ、それにキャラクター用に製作したボディを被せたものだった。キャラクターの模型を遠隔操作で動かしながら、シーンに応じて何種類かの顔のマスクを交換して、35mmフィルムで動画撮影するスタイルで製作が進められた。
1983年にパイロット版として原作第8巻「大きな機関車ゴードン」収録話「ちんぼつしたトーマス」を映像化した後に第1シリーズの製作へと移り、1984年10月9日からITVにて放映を開始した。「ちんぼつしたトーマス」は、シリーズの最終回として改めて撮影され放映されたが、パイロット版は公開されていない。ナレーターには、元ビートルズのリンゴ・スターを起用し、読み聞かせという番組のコンセプトから声優などは起用されず、リンゴの一人芝居（語り）で物語が進行する演出が採られた。1シリーズを、2クールの26話で制作。1話あたりの放送時間は、第7シリーズまでは本編約5分であった。放映が始まると番組は大人気となり、教育関係者や評論家の評判も良く、シリーズ放送終了後に2度の英国アカデミー賞ノミネートを受けた。

### 英国外での放送
アメリカではブリット・オールクロフトがPBS向けに企画した子ども番組「シャイニング・タイム・ステーション」にて1989年より放映を開始し、日本では1990年10月4日よりフジテレビ系幼児番組「ひらけ!ポンキッキ」にて放送がスタートした。
イギリス版のナレーションでは、トップハム・ハット卿を原作と同じように「Fat Controller（ふとっちょのきょくちょう）」と呼んでいるが、アメリカの幼児向け番組では「Fat（デブ）」が放送コードに引っ掛かるため、現在に至るまでアメリカ版では「Fat Controller」が全て「Sir Topham Hatt(トップハム・ハット卿)」に言い換えられている。日本語版脚本では、最初からトップハム・ハット卿と翻訳されている。

### 本シリーズより登場する主なキャラクター
- トーマス
- エドワード
- ヘンリー
- ゴードン
- ジェームス
- パーシー
- トビー
- バーティー
- テレンス
- アニー・クララベル
- ヘンリエッタ
- 貨車たち
- トップハム・ハット卿

## 第2シリーズ（英国版:1986年 / 日本版:1991年）

### 製作
早くも原作が不足し、最終回を含む5本のエピソードが当時絵本として出版されたばかりの作品だったが、それらは息子クリストファーがテレビ用に書き下ろしたものだった。これは当時は絵本として出版されたエピソードのみ映像化できる契約をブリット社と出版者で交わされていた為の処置であった。基本的に、ウィルバートとクリストファーの原作絵本を脚本代わりに忠実に映像化が行われたが、当時の技術で撮影用模型の製作が困難であった保存鉄道関連のエピソード（高山鉄道、登山鉄道、ちんまり鉄道）は、予算の都合もあってこの時は映像化が見送られた。「汽車のえほん」第15巻「ふたごの機関車」収録話「はんにんはどっち？」の映像化も行われたが、ストーリーの性質上、幼児の理解が難しいと判断され撮影途中でお蔵入りとなり、代わりに1986年に出版されたクリストファー執筆の「汽車のえほん」第30巻「More About Thomas the Tank Engine」に収録されたエピソード「Thomas, Percy and the Coal」を映像化することが決定された。また、「汽車のえほん」第12巻「八だいの機関車」収録話「ゆうめいになったゴードン」も映像化候補に挙がっていたが、ゴードンがイギリス本土へ渡るという内容のため莫大な制作費が掛かる事が考えられ、映像化は見送られた。
本シリーズ以降、撮影及び製作現場はバタシーのスタジオからサリー州シェパートンに在る撮影所「シェパートンスタジオ」に移され、この施設は第12シリーズまで使用されることとなる。
ナレーターを務めたリンゴ・スターは、1989年より「リンゴ・スター&ヒズ・オール・スター・バンド」としての音楽活動に専念することとなったため、本シリーズを以てナレーターを降板となった。
本シリーズ制作終了後、実質的な製作を請け負っていたクリアウォーター社が本作のノウハウを応用して船を主役とする人形劇「がんばれタッグス」を製作したが、同作製作終了後にクリアウォーター社は解散することとなった。その後、ブリット・オールクロフトはデヴィッド・ミットンら制作スタッフを全てブリット・オールクロフト社に引き受け、本作の製作は全てブリット社で行う体制に変わった。また、「がんばれタッグス」で使用していた客船の模型や港のセットをブリット・オールクロフト社で買収し、第3シリーズ以降にトーマスの撮影に転用した。

### シリーズの特徴
本シリーズでは陸橋が登場する場面が多くみられ、原作を意識したものと考えられる。また、貨車たちの顔は、目や口のデカールを模型に張り付けただけの物から、機関車キャラクターと同様の取り替え可能な灰色の顔へと変更された。また、このシリーズでは双子の機関車やディーゼル機関車が初登場し、主に原作絵本のうち挿絵を画家ジョン・ケニーが担当した作品に登場したキャラクターが初登場となった。

### 本シリーズより登場する主なキャラクター
- ダック
- ドナルドとダグラス
- ビルとベン
- ディーゼル
- デイジー
- ボコ
- トレバー
- ハロルド

#### 本シリーズのみ登場
- 意地悪なブレーキ車

## 第3シリーズ（英国・日本版:1992年）

### 製作
第2シリーズ後も続編を制作するとなると、クリストファーの新作を含めても映像化可能な原作が不足するのは明らかだった。加えてクリストファーの新作は、必ずしもテレビ側の望むストーリー展開をしていなかった。そこで1990年代初頭にマーベルUKから出版されていたマガジンシリーズに連載されたオリジナルエピソードを流用し、ブリット・オールクロフトとデヴィッド・ミットンが幾つかの物語を執筆した。中にはマガジン掲載エピソードをそのまま脚本に起こしたものもあり、流用された多くの物語は後の第17シリーズよりシリーズ構成を務めることとなるアンドリュー・ブレナーが執筆した作品だったが、本シリーズでアンドリューはノンクレジットであった。マガジンのストーリーを流用することで「出版されたエピソードのみ映像化できる」という契約条件を満たした上で放送された。ウィルバートは、これらオリジナルストーリーに鉄道考証の浅さや矛盾点が多いこと、エピソードそのものが不自然なことを指摘し、原作のファンからも批判的な意見が上がった。
演出上の試みとして「あかはなのジェームス」の回で、初めてセルアニメを使って蜂の表現が行われた。その他、リンゴに次ぐ2代目ナレーターを当時イギリスで人気があった俳優マイケル・アンジェリスが起用され、第16シリーズまでの21年間イギリス版のナレーターを務めることとなる。

### 日本とのタイアップ
本シリーズ製作時にはシェパートンの製作現場で特別番組「ひらけ!ポンキッキスペシャル きかんしゃトーマスとイギリスのたび」（フジテレビ、1991年放送）のロケを行ったため、本シリーズのエンドクレジットには各国共通でA BRITT ALLCROFT PRODUCTION IN ASSOCIATION WITH FUJI TELEVISION INC.（フジテレビとブリット・オールクロフト社の共同制作）と示されている。

### 本シリーズより登場する主なキャラクター
- オリバー
- メイビス
- バルジー
- トード
- フライング・スコッツマン [9]

### 本シリーズのみ登場
- セレブリティー

## 第4シリーズ（英国版:1994年 / 日本版:1995年）

### 製作
少しのブランクの後、本シリーズではウィルバート執筆原作の中で技術・予算の問題で制作が見送られていた高山鉄道・象・牛・女王陛下が登場するエピソードを遡って映像化した。クリストファーの新作も少し採用して映像化された。原作のないテレビシリーズオリジナルの作品も一話製作されたが前シリーズ同様ウィルバートは否定的な意見を述べた。
高山鉄道の小型機関車模型は、今までの標準軌の鉄道模型よりも一回り以上小さく、映像化は模型の製作技術が向上した事により実現したものであった。なお、この時点でウィルバート執筆原作は、当時の技術では映像化が極めて困難と思われる物（登山鉄道・ちんまり鉄道）以外は使い切ってしまった。
イギリス及びアメリカの放送順ではデュークが登場する高山鉄道のエピソードが本シリーズの第1話とされたが、冒頭から説明なく高山鉄道が登場することによる視聴者の混乱を避ける為、原作とは異なりトーマスが仲間にデューク達の昔話を語る形式で物語が進む演出が採られた。それらを踏まえ、日本においてはシリーズの前半は高山鉄道以外の機関車のエピソードで埋められた。また、時系列的に「わがままなきかんしゃ」「からかわれたピーターサム」の後の話である「がんばりやのスカーロイ」を先に放映するなど、日本版・英国版共に本来のエピソード順から放映順の入れ替えを行うことが多かった。
アメリカ版では、第1シリーズよりナレーターを務めたジョージ・カーリンが俳優業に専念する為本シリーズを以て降板となった。

### 日本語版
日本では「ひらけ!ポンキッキ」が1993年9月に放送を終了し、翌月より後継番組として「ポンキッキーズ」の放送が開始された。これに伴い、本シリーズは1995年5月より「ポンキッキーズ」にて放送され、本シリーズからステレオ制作になった。

### 本シリーズより登場する主なキャラクター
- 高山鉄道の機関車
  - スカーロイ
  - レニアス
  - ピーター・サム
  - サー・ハンデル
  - ダンカン
  - ラスティー
- ステップニー
- ジョージ
- キャロライン
- バルストロード

#### 本シリーズのみ登場
- 高山鉄道の機関車
  - デューク
  - スマジャー
- スクラフィー
- ディーゼル261

## 第5シリーズ（英国版:1998年 / 日本版:1999年）

### 製作
1997年3月21日にウィルバートが死去。本作の全ての権利がブリット・オールクロフト社に渡り、本シリーズ以降はテレビ側でオリジナルストーリーが制作出来るように契約も変更された。先述の第3シリーズ同様マガジンからの流用もあったが、基本的にはブリットとデヴィッド・ミットン執筆によるエピソードでラインナップを埋められた。物語の創作に際し、実在の出来事をベースに物語を創っていたウィルバートの意志を継ぐため、本シリーズでは鉄道アドバイザーを監修に招いた。その他、玩具など製品展開も考慮し、原作に登場しないキャラクターが多数創造され、関連玩具のバリエーションも急増する。アメリカ版ナレーターが本シリーズより変更され、俳優のアレック・ボールドウィンが次の第6シリーズまで務めることとなる。
クリストファー執筆の原作はテレビシリーズとの世界観、設定の剥離が大きくなり、テレビシリーズ視聴層である幼児の混乱は避けられなかった。そこで、ブリット・オールクロフト社は原作絵本の代わりにテレビシリーズから作った写真絵本を多種類にわたり出版し、一方で原作絵本の流通をコントロールしてバラ売りの絵本を品薄状態にすることで、テレビシリーズ視聴層である幼児の目に触れないようにした。代替措置として、大人が購入する大判の全巻合本と高価な全巻BOXを流通させた。これらの原作者たちに冷徹ともいえる処置は、既に原作絵本が子どもたちに対する役目を終えていることを示し、キャラクターとしてのトーマスの一貫性を保つ意味では賢明なマーケティングともいえる。この部分は原作にも絡む問題のため「汽車のえほん」の末尾も参照。
各放送国でトーマスの人気は絶頂期を迎え、当時はアメリカ某所に本作の大規模なテーマパークを建設する計画さえ発表（1998年9月）されていた。また、この時期ブリット・オールクロフトはギネスブックの権利も買収した。
本シリーズ後に制作された劇場版「きかんしゃトーマス 魔法の線路」が興行的失敗となったことで、ブリット・オールクロフトは次の第6シリーズ後に責任を取る形で制作から離れた。

### シリーズの特徴
本シリーズではテレビ側独自の展開が可能となったことにより爆発や大掛かりな事故シーンなどスペクタクルシーンが増え、機関車の死が表現された「まんげつのよるのできごと」といったエピソードも制作されるなど従来のシリーズとは様相が大きく異なる。また、第4シリーズまではメインの大型駅としてナップフォード駅（中央駅）が多くのエピソードで登場していたが、本シリーズでは代わりにカーク・ローナンの街にある大型駅が登場している。

### 日本での展開
日本では、本シリーズを収録したVHSビデオが本シリーズを全話放送するまでに先行して発売された。また、1998年には富士急ハイランド内に世界初となる『きかんしゃトーマス』のミニテーマパーク『トーマスランド』も開園した。

### 本シリーズより登場する主なキャラクター
- クランキー
- ハリーとバート
- トップハム・ハット卿のお母さん
- ブッチ
- タイガー・モス

#### 本シリーズのみ登場
- ローリー3兄弟
- デリック
- バートラム
- オールド・スローコーチ
- サンパー
- ボルダー

## 第6シリーズ（英国・日本版:2002年）

### 製作
前シリーズから若干のブランクを置いて制作された。ブリット・オールクロフト社は長編第1作製作後にガレイン社(Gullane)に社名変更され、2000年代初頭にガレイン社にてキャラクター・ビジネスをさらに拡大させる試みとして、先述の「がんばれタッグス」同様に本作のノウハウを応用した建設機械が登場するシリーズ「Jack & the Pack」を、本作とは関連性を持たない別番組として当時の本作のプロデューサー、フィル・フェルリにより企画、制作されていた。しかし、2002年にガレイン社と本作の全ての権利がイギリスのヒット・エンターテインメント社に買収され、「Jack & the Pack」は本作のスピンオフという位置付けで改めて制作されることとなった。本シリーズにそのスピンオフのエピソードが2話プレストーリーとしてラインナップされたが、「Jack & the Pack」としてのシリーズはその後制作、撮影されるもヒット・エンターテインメント社の都合により発売、公開は4年後の2006年8月となった（詳細は後述）。このスピンオフシリーズの監督を務めたスティーブ・アスクィスは、第8シリーズから本作の監督に就任することになる。
ヒット社の持ち株比率の増加と共に、ブリットはガレイン社への影響力を失い、本シリーズ制作後の2003年に退社、「きかんしゃトーマス」の制作から退いた。第7シリーズ以降も「テレビシリーズ原案」としてブリットの名はクレジットされているが、ブリット本人や2008年に設立されたブリット・オールクロフト・プロダクションは以後の制作には関与していない。
映像は本シリーズから16：9のビスタサイズで撮影されるようになった。また、オープニング映像には雪景色の映像を使用するなど従来のシリーズのオープニングとは異なる。専門の脚本家も起用されるようになり、ブリットやデヴィッド・ミットンは物語の考案としてストーリーの製作に携わるが執筆は行っていない。本シリーズのエピソード「かわったきてき」は原作「小さな機関車たち」収録話「マイクのきてき」を脚色したものであった。

### 日本での放送
2002年12月7日より「ポンキッキーズ」の後継番組「ポンキッキーズ21」にて放送がスタートした。
日本の地上波では4：3のスタンダードサイズで放送され、DVD化していたが、BSの「トーマスくらぶ」では16：9のビスタサイズで放送されていた。

### 本シリーズより登場する主なキャラクター
- ハーヴィー
- ソルティー
- エリザベス
- ソドー建設会社の重機達
  - ジャック
  - アルフィー
  - オリバー
  - マックス

#### 本シリーズのみ登場
- ソドー建設会社の重機
  - バイロン
  - イザベラ
  - ケリー
  - ネッド

#### 没キャラクター
- リトル・ジャイアント

## 第7シリーズ（英国版:2003年 / 日本版:2004年）

### 製作
本シリーズよりヒット社のスタッフが制作総指揮に加わる。ヒット社が目指すグローバルな展開を行う上で社会背景とも無縁ではいられない部分があり、事故エピソードが減らされた。現実に悲惨な鉄道事故が国鉄民営化後に多発したイギリスの実情もあり、客車の関連した事故や、人や動物が怪我をする可能性のある大きな事故は出さないなどのストーリー上の制限が設けられた。同様にキャラクターのジェンダーの問題が発生し、女性機関車のエミリーを登場させ次のシリーズからレギュラー化させることで批判をかわす等、今日的に配慮した内容に変化してきた。人物の人形にも重点が置かれ、これまでは白人の人形のみだったものが、様々な肌の色の人形を使用するようになった。本シリーズより後の第16シリーズまで、米国版ナレーターには俳優のマイケル・ブランドンが起用された。
ヒット社の方針により、本シリーズをもって制作のフィル・フェルリと、第1シリーズから制作に関わっていたデヴィッド・ミットンや劇伴作曲者のジュニア・キャンベルとマイク・オドネルら主要スタッフが退陣となった。

### 日本での放送
日本では2004年3月20日より前シリーズ同様「ポンキッキーズ21」にて放送された。本シリーズのエピソード「ベストドレッサーはだれ」は、初回放送前にフジテレビ系のドラマ「離婚弁護士」の劇中劇として流された。

### 本シリーズより登場、再登場する主なキャラクター

#### 新キャラクター
- エミリー
- マードック
- ファーガス
- アーサー
- スペンサー

#### 再登場キャラクター
- バルジー（第3シリーズ以来の登場[12] [13]）

## 第8シリーズ（英国版:2004年 / 日本版:2006年）

### 製作
本シリーズ以降ヒット社が制作を統括する体制となり、それに伴いこれまでにない大きな変更が実施された。5分だった本編の尺を7分に延長、スタッフも多くが入れ替えとなり、テーマ曲も変更されるなど従来のイメージの刷新が行われた。また、新たなイメージのアイコンの一部として「MAKING TRACKS TO GREAT DESTINATIONS」というキャッチコピーが作られ、このキャッチコピーを3DCG映像で表現したものが英米版ではオープニング前に流れ、日本でも一部の長編で確認できる。本シリーズより後の第16シリーズまで、米国版ナレーターには俳優のマイケル・ブランドンが起用された。
ストーリーは従来以上に教養的な内容となり、本作が教育的な番組であることを改めて位置付けた。また、幼児の教養目的として本シリーズから番組放送時のエピソードとエピソードの間の繋ぎの役割として幾つかのミニコーナーが制作され、CG及び模型を使用して映像が制作された（後述）。この映像は長編本編に挿入されているもの以外は日本未公開となっている。その他、以前のシリーズでは主人公であるはずのトーマスが登場しないエピソードが数多く存在したため、本シリーズから極力各エピソードにトーマスの出番が設けられるような脚本が執筆された。
技術面では既に第6シリーズから16:9のアスペクト比で制作されていたが、本シリーズからは35mmフィルムからビデオ（HDCAM:ハイビジョン対応デジタルBETACAM）へ撮影記録媒体も変化し、フレーム数も60fpsで製作されるようになった。カメラも従来のように固定ではなく場面によって様々な動作（カメラワーク）をするため、映像には新しい画作りが見られるようになった。CGも目立たない範囲で使用するようになり、雨や雪はCGで処理されるようになった。空の雲といった背景デザインも部分的に変更されている。
新フォーマットの違和感を減らすため、ストーリーは古くからのレギュラーキャラクターを主体として制作され、新キャラクターの導入を一切していない。また、レギュラー以外の登場キャラクターの絞り込みが行われ、悪役であるディーゼルや数少ない女性機関車のメイビスやエミリーなどが残された一方、従来のシリーズで頻繁に登場していたダックやオリバーといったキャラクターは後の第12シリーズ以降まで登場は見送られた。

### 日本での放送
日本では、2006年4月7日から「ポンキッキ」にて放送をスタートし、番組がハイビジョン制作になったことに伴い、本作も16：9のビスタサイズで放送、DVD化されるようになった。DVDは、第5シリーズ同様放送中に先行販売された。放送開始当初はオープニング曲のイントロ部分がカットされずに放送されていたが、編集の都合でシリーズ中盤からカットされるようになり、DVDでは全てカットされている（この問題は次シーズンでは解決している）。また、本シリーズ第1話「さかな」の初回放送時のみ、英米版に倣う形でオープニングに「ナレーター もりもとレオ」のクレジットが表示されたが、第2話からクレジットは削除されDVD版でもそのクレジットは表示されない。同年8月7日からBSフジで放送されていた「トーマスくらぶ」では先行放送が行われた。2007年3月30日に「ポンキッキ」が最終回を迎え翌年の第9シリーズより放映権がテレビ東京へ移行した事により、本シリーズでフジテレビでの放送は最後となった。それに伴い最終話「ゴードン、せんせいになる」は地上波未放送となった。

## 第9シリーズ（英国版:2005年 / 日本版:2008年）

### 製作
第8シリーズや長編第2作で新フォーマットを視聴者に定着させ安定を得たことにより、本シリーズでは新キャラクターも複数登場する。また、前シリーズでは登場しなかったビルとベンといった幼児に人気のあるキャラクターも出番が増やされた。後の第13シリーズからヘッドライター（シリーズ構成）を務めることとなるシャロン・ミラーは、本シリーズより脚本編集として製作に携わる。
米国版では、本シリーズのエピソード「うつくしいねいろのけいてき」と「ダンカンのだいぼうけん」の初回放送時にラスティーを女性扱いした脚本が使用された。そのため、DVD発売前に脚本が訂正され、ナレーションも新たに収録された。

### 日本での放送
日本では、本シリーズから放送、制作社がフジテレビからテレビ東京及びソニークリエイティブプロダクツに移行し、2008年4月2日からテレビ東京系「のりスタ」にて放映を開始した。それに伴い、キャラクターの声優およびナレーターは全て変更された。また、双子及びそれに準ずるキャラ（ハリーとバート、マイティ　マック、ビルとベン、アニーとクララベル）を担当する声優は、一人で二役を演じるようになり、トップハム・ハット卿以外の登場人物の多くを金光宣明が担当している。オープニング・エンディング（字幕を除いて）、脚本のスタイルなどは変更されなかったが、日本語版新スタッフのリサーチ不足により脚本の中には鉄道用語を中心とした誤訳が数多くあり、日本語として誤っている箇所も存在する。実際に「貨車（Trucks）」が「荷台」と訳され、後のエピソードで訂正された件もあった。他にも放送期間上の問題から、脚本から季節を指定する言葉は極力削除され、季節を限定しないようにされた。
米国版でも訂正問題があった「うつくしいねいろのけいてき」は、日本地上波放映時に警笛を汽笛と誤訳し、タイトルも「うつくしいねいろのきてき」となっていたが、DVD化の際に誤訳が全て修正され、吹き替えも改めて収録された上でタイトルが「うつくしいねいろのけいてき」に訂正された。

### 本シリーズより登場、再登場する主なキャラクター
- モリー
- ネビル
- マイティ・マック
- ミスター・パーシバル

#### 本シリーズのみ登場
- デニス

#### 再登場キャラクター
全員第7シリーズ以来の登場。
- ビルとベン[14]
- 高山鉄道の機関車
  - スカーロイ
  - レニアス
  - ピーター・サム
  - ラスティー
  - ダンカン

## スピンオフシリーズ「Jack & the Pack」（英国版:2006年）

### 製作
建設機械が登場するホイールローダーのジャックを主役とした番外編。フィルム撮影、全13話で1話あたり本編の尺4分30秒、画面アスペクト比は16:9で制作された。撮影、製作は第7シリーズが製作された頃と同時期に行われたと思われるが、劇伴は第8シリーズ以降の作曲を務めるロバート・ハーツホーンによるものが使用される。始めに2006年8月にアメリカで「On Site with Thomas」のタイトルで6話収録DVDを先行発売の後、同年10月イギリスで「Thomas' Trusty Friends」のタイトルでアメリカ版未収録のエピソード7話全てを含む11話収録のDVDが発売された。その後アメリカでも2007年5月に発売されたDVD「Thomas' Trusty Friends」、2008年5月に発売されたDVD「Mud Glorious Mud」に「On Site with Thomas」に未収録だったエピソードを収録、発売した。本シリーズは2018年現在日本未公開となっている。

### 本シリーズより登場する主なキャラクター

#### 新キャラクター
- モンティ

#### 本シリーズのみ登場
- ネルソン
- パトリック
- バスター

#### 没キャラクター
- ナイジェル[15]

## 第10シリーズ（英国版:2006年 / 日本版:2008年）

### 製作
英米では2006年秋に全話放送。従来の各シリーズは全26話だったが、本シリーズでは2話多い全28話となった。脚本家のうち第6シリーズで脚本を務めた後しばらく不在だったサイモン・ニコルソンが復帰した。第8シリーズからの新フォーマット確立に大きく貢献した製作総指揮のジョセリン・スティーブンソンは本シリーズを以て製作から離れることとなる。

### 日本での放送
日本では、第9シリーズを順調に放送すると冬の話が夏期に放送されてしまうため、本シリーズを第9シリーズと混合して放送され、できるだけ放送期間の季節と内容が一致するように調整された。本シリーズのエピソードのうち、テレビ未放映の「ジェームスは2ばんめ」と「トーマスとスカーロイのえんそく」のみ、後に発売されたDVD「きかんしゃトーマスソング＆ストーリー」に収録された。放送に先駆けて、幼児雑誌「めばえ」では放送前年の2007年8月から連載がスタートした。

### 本シリーズより登場、再登場する主なキャラクター

#### 新キャラクター
- ロージー
- ロッキー
- ジェレミー
- フレディー

#### 再登場キャラクター
- スペンサー（第8シリーズ以来の登場）
- サー・ハンデル（第4シリーズ以来の登場）

## 第11シリーズ（英国版:2007年 / 日本版:2009年）

### 製作
英米では2007年秋に全話放送。イギリスでは、高山鉄道の仲間が登場する全6話のみテレビ放映されずビデオスルー（DVD）として発売され、その後アメリカでも2008年1月にDVDが発売されたが、日本ではシリーズのエピソードの一部という扱いになりテレビ放送された。本シリーズから製作総指揮にクリストファー・スカラを迎え、高精細度ビデオカメラを導入し、オープニング映像やテーマ曲の映像が撮り直された。

### 日本での放送
日本では2009年4月から「のりスタ100%」で放送開始。新しく撮り直されたオープニングは使用されず、第8～10シリーズと同じオープニング映像が使われた。

### 本シリーズより登場、再登場する主なキャラクター

#### 新キャラクター
- ウィフ
- ヘクター
- マージ
- ビリー

#### 再登場キャラクター
- 第7シリーズ以来の登場[14]
  - ドナルドとダグラス
- 第8シリーズ以来の登場
  - エリザベス
  - アーサー
  - マードック
- 第9シリーズ以来の登場
  - ネビル
  - ハリーとバート

## 第12シリーズ（英国:2008年 / 日本版:不明）

### 製作
制作費用（模型や撮影ジオラマの維持費）や模型による表現方法の限界等の理由で、次の長編第4作よりフル3DCGアニメーションになることから、本シリーズでは体制移行に先駆けて車輛キャラクターの顔や人、動物など部分的に3DCG化され、3DCGで作成された素材を模型で撮影された映像にマッチムーブ等の技術でデジタル合成する形で映像が製作された。この製作プロセスにより、機関車の模型の顔にあたる部分にはトラッキングマーカーを貼って撮影が行われた。但し、機関車達の顔の一部が貨車や荷物で隠れているシーンや、キャラクターを遠くから映しているシーンやバスのバーティーの乗客など、CGでの処理が困難なシーンにおいては従来の模型の顔や人形を使用している。
キャラクターの口がセリフに合わせて動くようになったが、本シリーズの英米版では各キャラクターごとの声優はまだ割り当てられず、従来通りナレーターの一人語り方式で、ナレーターのセリフに合わせて口が動く形となっている。
3DCG素材の製作及び合成はカナダのCG会社ナイトロジェン・スタジオが行い、同社の社長であり長編第4作から監督を務めるグレッグ・ティアナンはユニットディレクターとして模型の撮影現場にも立ち会った。使用カメラは前シリーズ同様高精細度ビデオカメラだが、フレーム数はCGの製作上の都合により60fpsから24fpsに下げられている。
本シリーズから従来より6話少ない全20話の制作に変更された。また、当初本シリーズでは長編第3作で英米版ナレーターを務めたピアース・ブロスナンがナレーターを務め、実際に収録も行われたがお蔵入りとなった。

### 日本での公開
日本では本シリーズは2019年現在テレビ未放映であり、2014年に長編第8作のDVDをリリースした際にTSUTAYA限定の特典として一部のエピソードを視聴できるプリペイドカードが配布されたが、後にTSUTAYAの映像プリペイドカードシステムが廃止された為現在は視聴できない。また、2010年にトーマスランドで稼働が開始された「トーマスランド3Dシアター」にて一部のエピソードが上映されていたが、2018年4月を以て営業を終了したため、2018年5月現在本シリーズの日本語版を視聴する機会はなくなっている。

### 本シリーズより登場、再登場する主なキャラクター

#### 新キャラクター
- フローラ
- ハンク
- コリン

##### テレビシリーズ初登場
- スタンリー

#### 再登場キャラクター
第7シリーズ以来の登場。
- ダック
- オリバー
- ステップニー
- トード

## 第13シリーズ（英国・日本版:2010年）

### 製作
本シリーズから長編第4作に続きフルCGアニメーション製作となった。製作は第12シリーズの製作にも携わったカナダのCG会社ナイトロジェン・スタジオが請負い、同社は第16シリーズまで制作を行うこととなる。7分だった本編の尺数が約9分に延長された。長編第4作に続いて、英米版は本シリーズから個々の声優がキャラクターの声を担当するようになる。シリーズ構成は、第16シリーズまでシャロン・ミラーが務める。
英米ではテレビ放送に先駆けて2009年11月7日、2010年の1月7日に一部の作品が劇場で公開された。

### 日本での公開
日本では2010年4月より「のりスタピッピー!」にて放送。第5シリーズ以来12年ぶりに英国の放送に追いついた。また、日本でのみ本シリーズは第12シリーズを飛ばして放映された。なお本シリーズはテレビ東京系及び地上波民放局で放送される最後のシリーズとなった。放送局変更の都合上、日本では2011年度は地上波テレビ放送が行われなかった。

### 本シリーズより登場、再登場する主なキャラクター

#### 新キャラクター
- チャーリー

##### テレビシリーズ初登場キャラクター
- ヒロ
- ビクター
- ケビン

#### 再登場キャラクター(当初の予定)
- ビリー (第11シーズン以来の登場) [18]

## 第14シリーズ（英国版:2010年 / 日本版：2012年）

### 製作
2010年10月より英国で放映。製作体制は第13シリーズと同様。英米の公式ウェブサイトでは放送に先行して第14シリーズの挿入歌が配信された。

### 日本での公開
日本では第15シリーズ、第16シリーズと混ぜて2012年4月よりNHK教育テレビジョンにて放映。

### 本シリーズより登場する主なキャラクター

#### 新キャラクター
- スクラフ

##### テレビシリーズ初登場キャラクター
- バッシュ
- ダッシュ
- ファーディナンド
- キャプテン

## 第15シリーズ（英国版:2011年 / 日本版:2012年）

### 製作
2011年3月より英国で放映。製作体制は第13、14シリーズと同様。時系列としては長編第6作よりも後だが、英国と米国では長編第6作公開前に放映された。

### 本シリーズより登場、再登場する主なキャラクター

#### 新キャラクター
- ベル
- フリン
- デン
- ダート
- ノーマン
- パクストン

#### 再登場キャラクター
- トレバー（第12シリーズ以来の登場）[19]
- ブッチ（過去にエキストラとして度々登場していたが、本シリーズで初めて台詞を持つ）

##### 当初の予定
- サー・ハンデル（第12シリーズ以来の登場）[20]
- ピーター・サム（第12シリーズ以来の登場）[20]
- デューク（第4シリーズ以来の登場）[21]

## 第16シリーズ（英国・日本版:2012年）

### 製作
2012年2月より、イギリス、オーストラリアで放送。製作体制は第13、14、15シリーズと同様。時系列としては長編第7作よりも後だが、長編第7作公開前に放映された。フルCG化後、初めて高山鉄道のエピソードが作られた。
本シリーズを以て英国版ナレーターのマイケル・アンジェリス、米国版ナレーターのマイケル・ブランドンが降板となった。

### 本シリーズより登場、再登場する主なキャラクター

#### 新キャラクター
- スタフォード
- ウィンストン
- メリック
- オーエン

##### 正式初登場[22]
- ノーマン
- パクストン

#### 再登場キャラクター
全員第12シリーズ以来の登場。
- 高山鉄道の機関車
  - スカーロイ
  - レニアス
  - サー・ハンデル[23]
  - ピーター・サム[23]
  - ラスティー
  - ダンカン[24][25]

##### 当初の予定
- デリック（長編第2作以来の登場）[26][19]

## 第17シリーズ（英国・日本版：2013年）

### 製作
2013年6月より英国で放映。CG製作会社がナイトロジェン・スタジオからカナダ・トロントのアーク・プロダクションへ変更されたため、第13～16シリーズとやや映像の雰囲気が異なる。第12シーズン以降は各シリーズ20話しか製作されていなかったが、本シリーズから本来の全26話構成に戻った。本シリーズより後の第21シリーズまで、ナレーションを英米版共通で英国の俳優マーク・モラガンが務める（共通ではなく、トップハム・ハット卿の呼称など米国で異なる部分はモラガンによる別ナレーションとなる）。
シリーズ構成はシャロン・ミラーから、マガジンストーリーの執筆などを手掛けたアンドリュー・ブレナーに交代され、監督なども含め制作陣も刷新。また、第5シリーズ以来の鉄道アドバイザーも制作に加わり正確な鉄道考証もなされるようになった。シャロン・ミラーは音響監督としてシリーズの製作に残留する。アンドリューが本作のファンでありマガジンの執筆経験も相まって、作品の雰囲気がクラシックシリーズに近いものとなり、第17シリーズ以降は原作を意識したストーリー展開や原作の設定に基づいた路線・ロケーションの登場など、原作を尊重した展開が行わるようになった。また、一部のエピソードはアンドリュー執筆のマガジンストーリーを脚色したものであった。

### 日本での放送
日本では時系列としては長編第8作よりも後だが、長編第8作公開前に同年10月よりNHK教育テレビジョンにて放映。

### 本シリーズより登場、再登場する主なキャラクター

#### 新キャラクター
- ポーター

##### テレビシリーズ初登場キャラクター
- 長編第1作より
  - ディーゼル10
- 長編第7作より
  - ルーク
- 長編第8作より
  - スティーブン
  - ミリー
  - コナー
  - ケイトリン
  - ノランビー伯爵

##### 正式初登場
- シドニー

#### 再登場キャラクター
全員第12シリーズ以来の登場。
- ダック
- ビルとベン
- ハーヴィー

## 第18シリーズ（英国・日本版：2014年）

### 製作
2014年8月25日より英国にて放映。製作体制は第17シリーズと同様。一部のエピソードはテレビ放映前にiTunes等で配信された。第1シリーズより登場しているトビーの専用客車であるヘンリエッタは、2007年出版の原作第41巻「Thomas and Victoria」より顔が付いたことに倣い、本シリーズから顔を付けて登場する。
英国版のトーマス、トビーの声優を務めたベン・スモールと米国版のトーマス、パーシー、ディーゼルの声優を務めたマーティン・シャーマンは本シリーズを以て降板となった。

### 日本での放送
日本では時系列としては長編第9作よりも後だが、長編第9作公開前に同年10月よりNHK教育テレビジョンにて放映。本シリーズのアフレコ収録期間にトップハム・ハット卿役の声優納谷六朗が死去したことに伴い、第25話、第26話の2話と次のシリーズ以降、トップハム・ハット卿の声は田中完が務めることとなった。この影響で第25話と第26話は、第24話の放送から少しブランクを空けて放映された。

### 本シリーズより登場、再登場する主なキャラクター

#### 新キャラクター
- サムソン
- スリップ・コーチ

##### テレビシリーズ初登場キャラクター
- ゲイター
- ティモシー
- マリオン
- レッジ

#### 再登場キャラクター
全員第12シリーズ以来の登場。
- オリバー
- トード
- ダンカン[27]

## 第19シリーズ（英国・日本版：2015年）

### 製作
2015年9月21日より英国にて放映。本シリーズよりオープニング、エンディング楽曲の「きかんしゃトーマスのテーマ2」に大幅な編曲が加えられ、オープニング映像が従来のようなトーマスが風車を通過するものから、シリーズ本編の映像を抜粋し繋ぎ合わせたものになる等、イメージの刷新も行われた。また、一部のエピソードは前後編の二部構成になっている。
本シリーズを以て、第8シリーズ以降劇伴の作曲を手掛けたロバート・ハーツホーンが降板となった。

### 日本での放送
日本では同年11月よりNHK教育テレビジョンにて放映。26話中12話が英米放送・収録DVDリリースに先行して放送された。

### 本シリーズより登場する主なキャラクター
- フィリップ

#### 再登場キャラクター[19]
- デイジー（長編第2作以来の登場）[28]
- トレバー（第15シーズン以来の登場）[28]
- 警察官

## 第20シリーズ（英国・日本版：2016年）

### 製作
2016年9月5日より英国で放送。通常より2話多い全28話制作となっており、劇伴作曲者にクリス・レンショーが就任する。
人形劇シリーズでは映像化不可能だったアールズデール鉄道（ちんまり鉄道）のエピソードもCG化により映像化可能となったことから、本シリーズではアールズデール鉄道を主役とした原作第22巻「小さな機関車たち」の収録エピソード4話のうち3話が映像化された。その他、本シリーズのエピソード「サンタクロースへのてがみ」にて回想シーンとして第2シリーズのエピソード「パーシーとハロルド」のレースシーンがリメイクされている。

### 日本での放送
日本では同年11月よりNHK教育テレビジョンにて放映。26話中6話が英米放送・収録DVDリリースより先に放送された。

### 本シリーズより登場、再登場する主なキャラクター

#### 新キャラクター
- ヒューゴ
- ブラッドフォード

##### テレビシリーズ初登場キャラクター
- 長編第10作より
  - グリン
  - ジュディ
  - ジェローム
- 長編第11作より
  - ライアン
  - スキフ
  - レックス
  - バート
  - マイク

#### 再登場並びに久々に喋るキャラクター
- トレバー（第9シーズン以来喋る）
- ドナルドとダグラス（第12シリーズ以来の登場）
- ジェレミー（第12シリーズ以来の登場）[22] [29]

## 第21シリーズ（英国・日本版：2017年）

### 製作
2017年9月18日より英国にて放送。アーク・プロダクションは2016年8月1日に破産申請し営業を停止した。同月中旬に同じくカナダのオタワを拠点とする3Dアニメーション制作事業を展開するジャム・フィルド・エンターテインメントが同社を買収し、支社化。本シリーズよりジャム・フィルド・トロントに社名変更し営業を再開した。また、本シリーズからマテル・クリエイションズで制作される。
今シーズンは当初全26話の予定だったが、次の長編作品並びに第22シリーズでの制作体制変更に伴い、通常より8話少ない全18話構成となっている。
本シリーズの新キャラクターの多くが女性キャラクターとなっており、エピソードも女性キャラクターの活躍を中心したものが多く、今日的なジェンダー問題に配慮した内容となっている。また、次の第22シリーズにてレギュラーキャラクターのジェンダーバランスの調整が行われる事に伴い、エドワードとヘンリーとトビーが準レギュラーとなる為、本シリーズの最終回はエドワードがレギュラー機関車が眠るティドマス機関庫から独立するエピソードとされた。
「がんばれタッグス」に登場したクレーンの「ビッグ・ミッキー」の模型は先述の通り第3シリーズ以降本作のジオラマに転用され、意志のない無名のクレーンとして本作3DCG化以降も登場していたが、本シリーズでは「がんばれタッグス」と同様に、ビッグ・ミッキーと言う名称で顔を付けて登場する。「がんばれタッグス」と同じ名称で登場出来た背景に同作の権利の所在が不明となっていることが考えられる。

### 日本での放送
日本では同年11月5日からNHK教育テレビジョンで放映。

### 本シリーズより登場、再登場する主なキャラクター

#### 新キャラクター
- ハンナ
- カーリー

##### 正式初登場
- ビッグ・ミッキー[30]

##### 再登場キャラクター
- テレンス（長編第3作以来の登場）[31]
- バルジー（第12シリーズ以来の登場）[32]

## 第22シリーズ（英国版：2018年/ 日本版：2019年）
本シリーズは長編第14作の関連作品という位置付けであり、シリーズの正式タイトルは「Thomas & Friends: Big World! Big Adventures!」。シリーズのグローバル展開の強化と更なる安定を得る狙いとして、本シリーズより国際連合との共同制作となる。国際連合が掲げる持続可能な開発目標（SDGS）の17の目標の内5つの目標（#4.質の高い教育をみんなに、#5.ジェンダー平等を実現しよう、#11.住み続けられるまちづくりを、#12.つくる責任つかう責任、#15.陸の豊かさも守ろう）を内容に取り入れ、レギュラーメンバーに東アフリカ出身の女性蒸気機関車ニアとイギリス出身の女性蒸気機関車レベッカを導入して主要キャラクターのジェンダーバランスが調整された他、シリーズの約半数のエピソードはトーマスが中国とインド、オーストラリアを旅し、現地の文化や環境問題を学ぶストーリーとなった。
シリーズ開始当初から続いたナレーターを廃止し、トーマスをナビゲーターに起用した他、オープニング楽曲を変更する等、演出上の大幅な変更が実施された。また、各話の本編後にトーマスによる教養コーナーを挿入し、それに伴い各話の尺も約9分から約7分に縮小され、往年のシリーズの形から大きく変化したことから本シリーズはリブート扱いとなった。
2018年9月3日より英国にてテレビ放送を開始した。NetflixやHuluなどストリーミング配信も行われた。

### 日本での放送
日本では長編第14作の劇場公開に合せて、2019年4月7日からNHK教育テレビジョンで1クール分（13話分）を放映。日本での放送は1本目が世界編で2本目がソドー島編になるように番組構成が固定されている。

### 本シリーズより登場、再登場するキャラクター

#### 新キャラクター
- レベッカ
- ホンメイ
- ヌール・ジャハーン
- タミカ
- アン・アン
- イン・ロン
- レイ
- デクスター
- オーブリー
- エイデン
- アイラ
- チャルバラ
- クレア
- ジル

#### テレビシリーズ初登場キャラクター
- アシマ
- マーリン
- ニア
- ヨンバオ

##### 正式初登場
- ラジブ
- シェイン
- シャンカール

#### 再登場キャラクター
- フライング・スコッツマン（第3シリーズ以来の短編登場）[36]
- シリル（第11シリーズ以来の登場）

## 第23シリーズ（英国版：2019年/日本版：2020年）
2019年9月2日より英国で放送を開始した。
前シリーズから引き続き中国とインド、オーストラリアを舞台としたエピソードが設けられたが、新たにブラジル、イタリアを舞台に追加した。前シリーズより6話少ない20話構成となり、このほか22分のTVスペシャルが3話用意された。このシーズンから、スチーム・チーム、バーティー、バルジーの車体がリニューアルされ手摺やリベット、ナンバープレートなどが取り付けられた。また、シリーズの1/5のエピソードが重機キャラクターをメインとした内容となった。
このシリーズでは国際連合は携わっておらず、持続可能な開発目標が反映されたエピソードはない。

### 日本での放送
2020年4月5日からNHK教育テレビジョンで通常エピソードを放送。前述のTVスペシャル3話を長編作品として劇場で同年9月4日に公開。

### 本シリーズより登場、再登場するキャラクター

#### 新キャラクター
- ガブリエラ
- グスタボ
- ダーシー
- ミア
- デイム・ベラ・カント

##### 空想シーンのみ
- ローディネーター

#### テレビシリーズ初登場キャラクター
- ラウル
- ジーナ
- ロレンツォ
- ベッペ
- ステファノ
- ブレンダ
- エスター

##### 正式初登場
- フェルナンド
- エマーソン
- カッシア[12]

##### 回想シーンのみ
- カルロス
- フリーダ
- アクセル
- アイヴァン
- メインランドのディーゼル機関車
- ウーリ

##### 空想シーンのみ
- エース

##### 再登場キャラクター
- ジェニー・パッカード（第12シリーズ以来の登場）

#### 当初の予定
- ジョージ (長編第3作以来の登場) [37]

## 第24シリーズ（英国版：2020年/日本版：2021年）
2020年5月より英国で放送開始。前シリーズ同様通常尺の20話と22分のTVスペシャル3話という構成になる予定。
例年通り新キャラクターやロケーションを紹介する他、有名なボイスタレントを通じて英国の伝統が織り込まれた物語を展開する。また、映画最新作の「きかんしゃトーマス おいでよ!未来の発明ショー!」にも出演する、日本の0系新幹線をモデルとした「ケンジ」が登場する予定。

### 日本での放送
2021年4月4日からNHK教育テレビジョンで通常エピソードを放送。前述のTVスペシャル2話、通常エピソード2話を長編作品として劇場で同年3月26日に公開。

### 本シリーズより登場、再登場するキャラクター

#### 新キャラクター
- ダッチェス
- サニー
- マルシア
- マルシオ
- ケンジ
- クレオ
- ルース
- バズ
- バーニー
- キム教授
- ホリフィールド教授
- ヘティ教授
- フリードリヒ教授

##### テレビシリーズ初登場キャラクター
- ベレスフォード
- エース

## 第25シリーズ（英国版：2021年/日本版：2022年）

### 製作
2021年9月13日より米国で、2021年11月8日より英国で放送。
このシーズンから、マテル社は子供向けのアニメーションおよび実写コンテンツの主要な国際的プロデューサーおよびディストリビューターであるコーラスエンターテインメントグループのネルバナ社と提携。共同制作し、作品へのアプローチ、及びシリーズ全体を現代化する構想。2シーズンにわたり、11分の短編エピソード各52話(計104話)と、60分のスペシャルエピソード2本を放送すると発表。
それに伴い、第13シリーズから第24シリーズまでの3DCGアニメーションから2Dアニメーションへ変更された。往年のシリーズの形から大きく変化したことから本シリーズはリブート扱いとなった。

### 日本での放送
2022年12月24日放送開始。2Dアニメーションに移行したことに伴い、第9シリーズ以来声優陣が一新される。

### 本シリーズより登場、再登場するキャラクター

#### 新キャラクター
- ウルトラトレイン
- トレイニアック
- カーリー（ディーゼル機関車）
- カナ
- サンディー

##### 再登場キャラクター
- バルストロード（第4シリーズ以来の登場）

## 第26シリーズ（英国版：2022年/日本版：2023年）

### 製作
2022年9月12日より米国で、同年9月21日より英国で放送。

### 日本での放送
日本では2023年4月8日からNHK教育テレビジョンで放映。

### 本シリーズより登場、再登場するキャラクター

#### 新キャラクター
- ブルーノ
- テス

##### 再登場キャラクター
- トビー（第24シリーズ以来の登場）
- ウィフ（第22シリーズ以来の登場）
- アシマ（第24シリーズ以来の登場）
- ソルティー（第24シリーズ以来の登場）
- テレンス（第23シリーズ以来の登場）
- ダーシー（第23シリーズ以来の登場）
- ベレスフォード（第24シリーズ以来の登場）

## 第27シリーズ（英国版：2024年）

### 製作
2024年3月7日より米国で、同年4月29日より英国で放送。

### 本シリーズより登場、再登場するキャラクター

#### 新キャラクター
- 緑のスーパー機関車[42]
- 赤いスーパー機関車[42]
- プルマン[42]
- コズミック・カブース[42]
- レジナルド
- トップハム・ハット卿のお婆ちゃん[24]

##### 再登場キャラクター
- ウィンストン（第24シリーズ以来の登場）

## 第28シリーズ（英国版：2025年）

### 製作
2025年1月27日より英国で放送。

## 関連作品

### Learning Segments(2004 - 2008)
第8シリーズから第12シリーズまでの間に100作品以上製作された教養ミニコーナー。テレビシリーズ用の模型で撮影された作品と3DCGで制作された作品が混在しており、本編尺約2分。画面上下に青と黄色いストライプのデザインのレターボックス が表示されているのが特徴である。英米では一部のDVDに収録されており、YouTubeの「きかんしゃトーマス」米国公式チャンネルで見ることができる作品も複数ある。日本語版は長編本編に挿入されているもの以外は未公開。

### DVD用特典ゲーム (2006)
2006年に英米で発売された第9シリーズのDVDの第1、第2巻他に収録されている。特典ゲームという位置付けだがテレビシリーズ用の模型で撮影されており、一部の映像が挿入歌のミュージックビデオに流用された。クリアした後、第8シリーズ「きちんときれい」や「トビー、きみならできるよ」等のカットシーンを見ることができるゲームも含まれていた。全6作。日本語版未発表。
- 「Arthur's Tricky Travels」
- 「Spot the Different」
- 「Toby's Day Out」
- 「Seeing Seals」
- 「Sir Topham Hatt's Helping Hand」
- 「Percy's Favorite Thing」

### Engine Driver Segments(2009 - 2013)
2009年5月発売の第12シリーズ収録DVD第3巻「Team Up With Thomas」以降、2013年10月発売DVD「Big Bang Surprise」まで毎巻米国版DVDや英国版DVDに収録された実写ミニ番組。ナップフォード駅の休憩室で機関士がトップハムハット卿のためにプレゼントを製作したりパーティーの準備を行うといった内容で、エピソードとエピソードの合間の繋ぎコーナーとして制作、収録された。全22回。機関士役は最初の2回はカナダ人俳優のロバート・スレードが務め、アークライトという名前の機関士として登場した。3回以降はイギリス人俳優のベン・フォスターが務め、パーキンスという名前の機関士として出演した。第20回「Mr. Perkins' Trainee」にのみイギリス人俳優ガレス・キャシディが演じるアーチー・ヒギンボトムという研修鉄道員が登場した。脚本は当時テレビシリーズの脚本コンサルタントを務めていたサム・バローが手掛けた。

### Down at the Station(2009 - 2016)
2009年よりDVD特典や放送時のエピソードとエピソードの繋ぎとして製作されたミニ実写番組。機関車の仕組みや鉄道従業員の役割を紹介する教養的な内容となっている。撮影はイギリスのレイクサイド・アンド・ヘイバースウェイト鉄道とスランゴスレン鉄道で行われた。ほとんどの作品がYouTubeの「きかんしゃトーマス」米国公式チャンネルで見ることができる。後に先述のパーキンス機関士が鉄道や車両を紹介する形になり、タイトルも「Mr. Perkins' Railway」に変更された。

### Mr. Perkins' Storytime and Postcards(2013 - 2016)
2013年以降製作された、パーキンス機関士が原作「汽車のえほん」のエピソードを朗読したりソドー島のロケーションを紹介するミニ実写番組。原作の映像化されていない物語も朗読され、原作に似せて挿絵が新規で追加作成される場合もあった。全30回。脚本は第17シリーズ以降シリーズ構成を務めたアンドリュー・ブレナーが執筆した。一部の回はYouTubeの「きかんしゃトーマス」米国公式チャンネルで見ることができる。2017年1月2日にパーキンス機関士役のベン・フォスターが死去した為、2018年現在は新作が製作されていない。
日本では「パーキンスさんの読み聞かせ」として「新・汽車のえほん」の宣伝も兼ね2021年11月より日本語吹き替え版がYouTube公式チャンネルに随時投稿されている。

### Storytime with Mr. Evans(2019 -)
パーキンス機関士役のベン・フォスターの死去に伴い、その代替として2018年頃より製作された、エヴァンスという名の駅長が原作「汽車のえほん」のエピソードや「Big Golden Book」シリーズの絵本等を朗読したり、ストーリーに応じた工作をするミニ実写番組。駅長役は第17シリーズから第21シリーズまでのナレーターを務めたイギリス人俳優マーク・モラガン。撮影はエンブセイ・アンド・ボルトン・アビー・スチーム鉄道で行われた。製作はMr. Perkinsシリーズと同様のスクラフィー・ドッグ・メディアで、ジョン・ギルリーが監督を務める。作品はYouTubeの「きかんしゃトーマス」英国公式チャンネルで見ることができる。

### その他コンテンツ
YouTubeの「きかんしゃトーマス」米国公式チャンネルやDVDの特典として見ることができるコンテンツとして、トップハム・ハット卿がソドー鉄道の機関車を紹介する「Calling All Engines!」やノランビー伯爵がシリーズのエピソードに纏わるクイズを出題する「The Earl's Quiz」、トーマスがシリーズのエピソードを通じて教訓を紹介する「Life Lessons」などがある。また、トーマスが世界各国を巡る3分程度の漫画タッチによるアニメ「YouTube World Tour（邦題：きかんしゃトーマス ワールドツアー）」や長編12作に登場した海外機関車の後日談を「YouTube World Tour」と同様の漫画タッチのアニメで描いた「Great Race Friends Near and Far」といったYouTube公式チャンネルでのみ視聴できる作品も幾つか存在する。

### The Adventures of Thomas
長編第1作に次ぐ2作目の実写映画作品として計画されていた劇場版。第二次世界大戦下のイギリスで父親と離ればなれになった少年が、父親がかつて行ったソドー島に行くという物語で、監督は「9 〜9番目の奇妙な人形〜」等の監督を務めたシェイン・アッカー、脚本は「シュレック フォーエバー」等を手掛けたジョシュ・クラウスナーと「ジョージアの日記/ゆーうつでキラキラな毎日」等を手掛けたウィル・マクロブ、クリス・ヴィスカルディ、映像の製作はWETAデジタルと公表されていた。2009年時点では2011年春公開予定と発表されたが、徐々に予定公開年が延期され、最終的に2013年公開と発表されたが以降2018年現在に至るまで続報はなく、事実上製作は中止となったと考えられる。

## 日本語版の特徴
本作の日本語版ではオリジナルの英国版（原語版）には無い独自的な演出が加えられている部分がある。以下その例である。
- フジテレビ放送シリーズでは、オープニング等で出てくるタイトル（テロップ）が、中央が黄色、周りが深緑というデザインになっており、原語版とは異なる。テレビ東京・NHK制作のシリーズでは原語版と同じくテロップは黄色のみのデザインとなった。
- ナレーターの台詞を「〜だった」「〜なのだ」など、文体を常体にしている。「どう思う？」や「～に出たよ」と視聴者に語りかける脚本が使用される場合もある。また慣用句や四字熟語を使う場合もあり、幼児の理解が難しい言葉などを意図的に使うことで教養的な要素を含んでいる。
- 原語版の脚本では台詞が無いところに日本語版では新たに台詞を追加する等、幼児の理解を促す為の独自的な配慮や演出がされる場合がある。また、"He Thought"'など、機関車たちの心情を表すナレーション台詞は、その機関車たちの台詞に置き換えられる場合がある。逆に、CGシリーズ以降(特にCG化初期)は原語版にあったナレーション台詞が削除されている場合があった。
- キャラクターを紹介する目的として、第1シリーズから第4シリーズ製作時に車両キャラクターの撮影用模型に各々のキャラクター名が描かれたネームボードを立て掛けて撮影したブリッジ映像が複数製作された。これらはあくまでエピソードとエピソードの繋ぎとして製作されたものだったが、日本語版では各エピソード後に物語に登場したキャラクターを紹介する映像として使用された。但し、ネームボードの映像が制作されなかったキャラクターを紹介する場合は本編等から抜粋した静止画が使用された。
- 第9シリーズから第11シリーズでは原語版の脚本の中から季節を指す言葉を極力改変して、季節を限定しないようにしている。
- 第9シリーズから第11シーズン、第13シリーズのテレビ東京での放映時は「のりスタ」の番組側の演出により、キャラクターが登場した時には画面下にキャラクター名のテロップが表示されていた。NHKに移管された第14シリーズ以降の放映ではそれが廃止された代わりに、ソドー島のロケーションのテロップが出るようになったが、第18シリーズ以降はそれも廃止された。